# Јакомићи
Јакомићи су насељено место у саставу општине Пићан у Истарској жупанији, Хрватска. До територијалне реорганизације у Хрватској налазили су се у саставу старе општине Лабин.

## Становништво
На попису становништва 2011. године, Јакомићи су имали 183 становника.

## Попис1991.
На попису становништва 1991. године, насељено место Јакомићи је имало 236 становника, следећег националног састава:
| Попис 1991.‍  | Попис 1991.‍  | Попис 1991.‍ | Попис 1991.‍ | Попис 1991.‍ |
| ------------ | ------------ | ----------- | ----------- | ----------- |
|              |              |             |             |             |
| Хрвати       | Хрвати       |             | 142         | 60,16%      |
| Италијани    | Италијани    |             | 1           | 0,42%       |
| регион. опр. | регион. опр. |             | 87          | 36,86%      |
| непознато    | непознато    |             | 6           | 2,54%       |
| укупно: 236  |              |             |             |             |